# Linearità di fase
Linear phase o linearità di fase è una proprietà dei filtri, con risposta di fase lineare in frequenza, non considerando il caso di sovrapposizioni per angoli di {\displaystyle \pm \pi }. In un sistema causale, la perfetta linearità di fase può essere ottenuta con un filtro finite impulse response (FIR) discreto.
Poiché i filtri "linear phase" hanno un ritardo di gruppo (group delay, definito come derivata della fase rispetto alla pulsazione) costante, tutte le componenti di frequenza hanno un uguale ritardo nel tempo. Ciò significa che non vi è distorsione dovuta alla risposta in frequenza; in molte applicazioni, questo ritardo di gruppo costante è vantaggioso. Per contro, un filtro con una "fase non lineare", ha un ritardo di gruppo che varia con la frequenza, che porta come risultato ad una distorsione di fase.
La definizione si applica anche ai sistemi, quali i diffusori acustici, nei quali i componenti sono allineati fisicamente o elettronicamente per ottenere una fase lineare, cioè uno sfasamento in rapporto lineare con la frequenza.